# 易卜拉欣·穆特费里卡

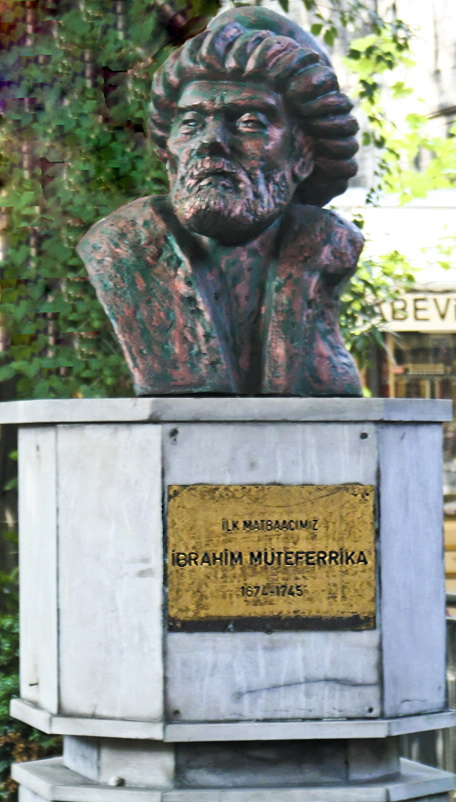
位于伊斯坦布尔的易卜拉欣·穆特费里卡半身像

易卜拉欣·穆特费里卡（土耳其語：İbrahim Müteferrika，1674年—1745年，又译米泰费里卡、马特费里卡等）是一位匈牙利裔的奥斯曼外交官，同时也是印刷人、经济学家、历史学家、伊斯兰神学家及社会学家，他是奥斯曼土耳其郁金香时期的代表人物之一，同时也是第一位使用活字印刷阿拉伯字母的穆斯林。

## 早年生涯
易卜拉欣·穆特费里卡公元1674年出生于特兰西瓦尼亚科洛兹堡（今罗马尼亚的克卢日-纳波卡）的一个匈牙利人基督教一位论派家庭，后来才改宗伊斯兰教。他的匈牙利语原名并不为人所知，其名字中的“穆特费里卡”（Müteferrika，‎）阿拉伯语中意为“各种各样的事”，在奥斯曼宫廷中则指一种苏丹的近侍头衔。

## 事迹
易卜拉欣·穆特费里卡在年轻时便成为了奥斯曼帝国的外交人员，参与了与奥地利和俄罗斯的外交交涉。并在旨在联合反对奥、俄两国的法国-奥斯曼帝国联盟（1737年–1739年）的成立中起到了一定的积极作用。在大北方战争中，奥斯曼与瑞典联合反对俄国的交往中也起到了一定作用。
除了外交上的活动之外，易卜拉欣·穆特费里卡最为人所知的是他的印刷出版事业。1727年他在伊斯坦布尔开设了首个由穆斯林主持的活字印刷厂（帝国内的东正教希腊人在1627年、亚美尼亚使徒教会的亚美尼亚人在1567年便有了自己的印刷机），并获得了苏丹艾哈迈德三世的许可证。他的出版活动从1729年持续到了他患病的1743年，共印刷了17种图书。他出版了阿拉伯语-奥斯曼语词典、历史书籍、地理书籍及科学书籍等，但未被允许出版宗教书籍（奥斯曼帝国的此项禁令直到1803年才被废止）。其中比较出名的一种为卡提布·切莱比（Kâtip Çelebi）的一份世界地图册《世界志》（Cihannüma）。

## 外部鏈接
- Image of Ibrahim Muteferrika （页面存档备份，存于）